# NGC 3150

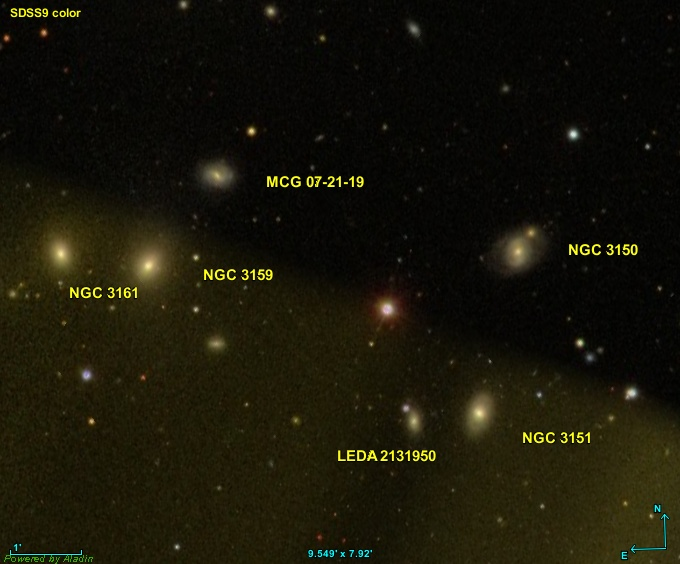
La galaxie NGC 3150 est située dans une région du ciel qui compte plusieurs autres galaxies.

NGC 3150 est une galaxie lenticulaire située dans la constellation du Petit Lion. NGC 3150 a été découverte par l'astronome français Guillaume Bigourdan en 1886.

## Caractéristiques
Sa vitesse par rapport au fond diffus cosmologique est de 7 509 ± 18 km/s, ce qui correspond à une distance de Hubble de 110,8 ± 7,8 Mpc (∼361 millions d'al).